# جون ميلتون

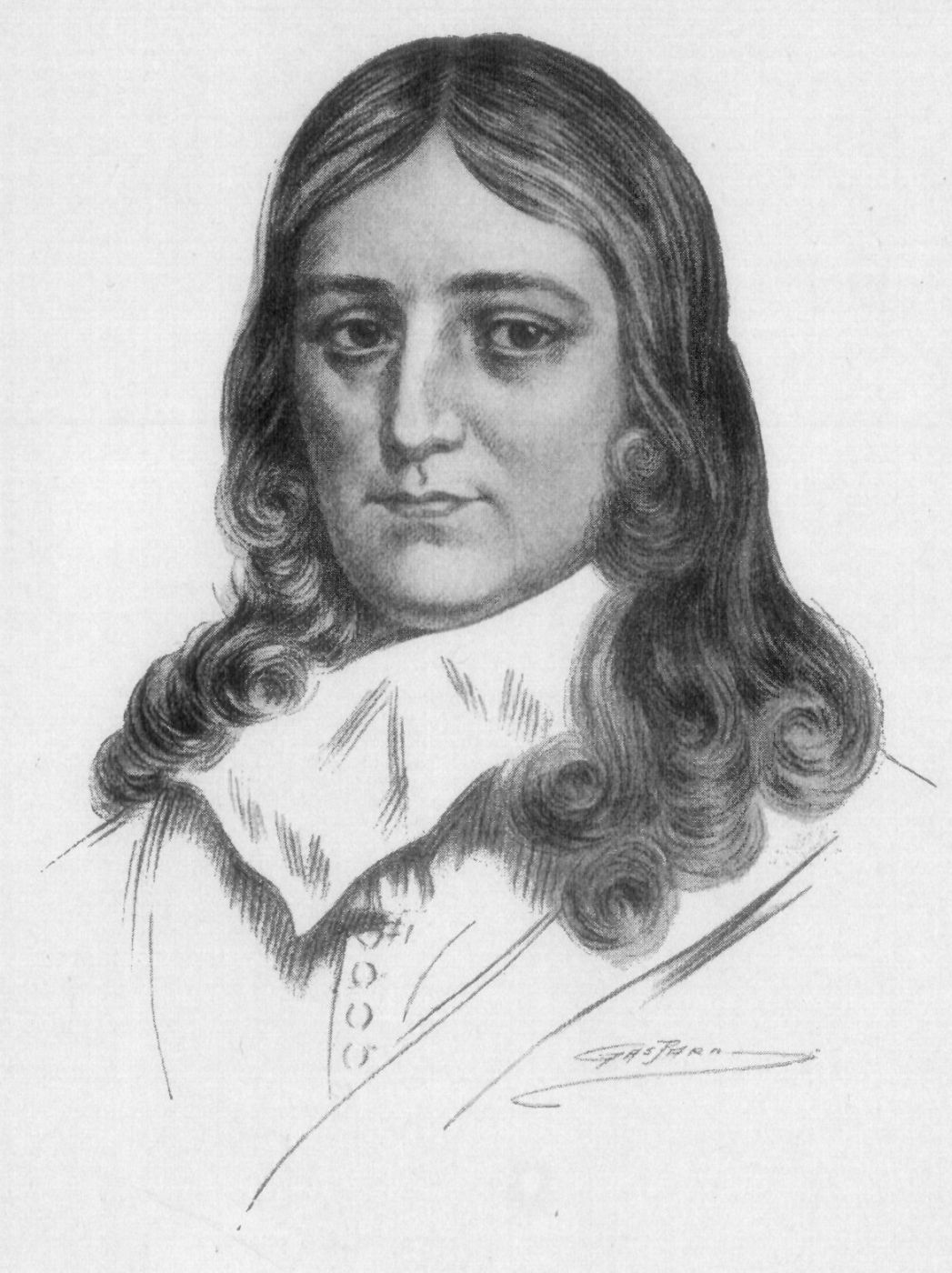
جون ميلتون

جون ميلتون أو مِلْتُن (John Milton؛ 9 ديسمبر 1608 - 8 نوفمبر 1674) شاعر وعالم إنجليزي من القرن 17، يعرف أكثر لقصيدة «الفردوس المفقود» (بالإنجليزية: Paradise Lost)‏ التي كتبها في عام 1667. أصيب في فترة لاحقة من حياته بالعمى، وكتب حول ذلك قصيدة مكونة من 14 بيتاً شعرياً. إلى جانب جيفري تشوسر وويليام شكسبير، يعتبر جون ميلتون من أبرز شعراء الأدب الإنجليزي.
ولد جون ميلتون في مدينة لندن في 9 ديسمبر 1608. كان مهتماً بكتابة المقالات والقصائد. قصيدته الأكثر شهرة، «الفردوس المفقود»، التي تعتبر من أعظم الأعمال الشعرية في اللغة الإنجليزية. تلقى جون ميلتون تعليمه في كامبردج بين عامي 1625 و1632، وهناك كتب قصيدة «في صباح يوم ميلاد المسيح» (بالإنجليزية: On the Morning of Christ's Nativity). كان طيله حياته شخصية نشطة في القضايا السياسية والدينية، وإبان الحرب الأهلية الإنجليزية أصبح في صف أوليفر كرومويل المعارض للحكم الملكي. استطاع الفرار من عقوبات حتمية بعد رجوع الحكم الملكي في عام 1660. بعد إصابته بالعمى في عام 1652، كرس نفسه لكتابة قصيدة «الفردوس المفقود» التي تحكي قصة الشيطان وهبوط آدم وحواء. بعد أربع سنوات نشر قصة انتصار المسيح على إغراءات الشيطان في «استرداد الفردوس» (Paradise Regained) والدراما «عذاب شمشون» (Samson Agonistes). تشتمل أعماله المعروفة الأخرى على المسرحية القصيرة «كومس» (1637)، و«أريوباجيتيكاز» (1644). توفي في 8 نوفمبر 1674، في بكينغامشاير.
في عام 1638 قام ميلتون برحلة حج مدعمة بوثائق إلى روما بهدف الاتصال برجال الطبقة المستنيرة وتبادل الأفكار معهم، وكان قد اجتمع أيضا مرات عديدة بغاليلو خلال خضوع هذا الأخير للإقامة الجبرية، وكانت تلك الاجتماعات مصورة في العديد من لوحات عصر النهضة، لا سيما منها لوحة الرسام آنيبال غاتي الشهيرة وعنوانها «غاليلو وميلتون» والتي لا تزال حتى أيامنا هذه معروضة في أهم متاحف فلورانسا.

## النشأة
ولد جون ميلتون في التاسع من ديسمبر سنة 1608 في إحدى ضواحي لندن، وقد نشأ ميلتون في بيئة يغلب عليها طابع التدين الممتزج بقدر كبير من الالتزام، وكذلك عُرف عن هذه الأسرة حبها الشديد للعلم، ويذكر التاريخ أن جده عانى الكثير في عصر الملكة أليزابيث وذلك بسبب اعتناقه للمذهب الكاثوليكي، ومن المعروف أيضاً أن أباه كان شغوفا بالموسيقى،
فضلا عن كونه مؤلفا وملحنا موهوبا، وربما كان حب ميلتون للموسيقى نابعاً من التصاقه الدائم بأبيه، وبذلك امتدت روافد العطاء من الأب للابن، ولا شك أن الموسيقى تركت بصمات ـ لا يمكن تجاهلها ـ على آراء ميلتون حيث كان يرى أنها وسيلة مهمة لجعل الشعر أكثر فاعلية وتأثيرا.
ومن الواضح أن ميلتون عاش حياة مليئة بالمتاعب والمآسي المفجعة، فقد كانت المصائب تأتي تباعا، الواحدة تلو الأخرى، حيث فقد ابنه الأصغر في سنة 1652، ثم ما لبث أن فقد زوجته في العام نفسه، وبعد ذلك يستمر مسلسل الأحزان حيث يفقد بصره في العام نفسه، وبعد أربع سنوات يتزوج مرة أخرى حين يفقد زوجته الثانية وطفلتها الرضيعة، وفي سنة 1663 يخوض ميلتون غمار تجربة جديدة حيث يرتبط بسيدة تدعى أليزابيث ميتشال، ويظل يتخبط في هذه الحياة حتى يختطفه الموت في سنة 1674 وتنطوي آخر صفحة من صفحات حياته.
ولا شك أن رحلته إلى إيطاليا كان لها أبلغ الأثر في نضوجه الأدبي، فلم يكن ميلتون مجرد زائر جاء لكي يستمتع بجزء من وقته في ربوع هذه البلاد ولكنه كان أشبه ما يكون بسفير لثقافته. وقد كان محظوظا أكثر من أي مسافر آخر لأنه كانت لديه القدرة على التحدث بطلاقة باللغة اللاتينية مما أتاح له فرصة ذهبية للاحتكاك بالأدباء والفنانين والإيطاليين، حيث شارك في كثير من المناقشات الفلسفية والأدبية التي كانت تدور رحاها في ذلك الوقت.
لقد كان ميلتون مولعا بالحرية وأولاها اهتماما كبيرا، وقد كان واضحا في كتاباته، وقد اتخذ رأيا عجيبا في هذا الصدد ودائما كان يقول أن الكفاح من أجل الحرية يتمثل في لغة التمرد، وربما كان في ذلك متأثرا بالأفكار السائدة في عصره حيث كانت حياة الفرد المسيحي عبارة عن صراع تقليدي يتم بين ثنايا النفس البشرية التي كانت أشبه ما تكون بميدان للقتال، وطرفا المعركة هما المسيح والشيطان وكانا يتصارعان من أجل الفوز بهذه النفسية البشرية.
ويرى ميلتون أن العقل الذي منحه الله للإنسان تظهر آثاره في قدرة الإنسان على الاختيار، ومن هنا فإن الفضيلة تعتمد على مدى قدرة الإنسان على تبني اختيارات صحيحة.
ويرى جون تولاند (1698) أن ميلتون يهتم في كتاباته بالتأثيرات المختلفة للحرية، وخير دليل على ذلك هو أن الهيكل الرئيسي في قصيدته «الفردوس المفقود» يتمثل في الطغيان.
ففي هذه القصيدة يرى الشيطان أن كلمة الخضوع تعني الاحتقار وبهذا أصبح سجينا لهذه الفكرة التي أصبحت الشغل الشاغل له وبذلك أثرت كثيرا في قراراته. فأصبح ينظر لنفسه أنه شخصية محتقرة، كما كان المجتمع ينظر إليه على أنه قائد مهزوم.
ويعتقد ميلتون أن الفرد الصالح قادر على أن يقوم باتخاذ قرار منطقي وعقلاني في كل لحظة وفي أي موقف يتعرض له في حياته اليومية. ويتضح ذلك جليا أيضا في الفردوس المفقود. ومن الطبيعي أن تكون معظم شخصياته تعكس نجاحا منقطع النظير في مقاومة الإغراءات بنجاح، والقدرة على تبني اختيار بين اتجاهين متناقضين ـ الخير والشر.
وهذا الموضوع يشغل جزءا كبيرا من مساحة أعماله الأدبية، ولا شك أن اختياره للشعر المرسل في الفردوس المفقود يبدو أكثر من مجرد اختيار جمالي، فهو يرى أن الحرية مثل الجنة تم فقدها ولكن يمكن استعادتها مرة أخرى.
تأثر ميلتون إلى حد كبير بالنظرة الدينية للمرأة، فلم يقدم ميلتون الحب الجسدي كما فعل غيره، فقد كان بعيدا كل البعد عن الدول في مغبة التصوير الجسدي، وهذا ربما يكون متناقضا مع ظروف عصره، ومن الواضح من كتابات ميلتون أنه لم يستخدم ألفاظا مثيرة في تجسيد تأوهات العاشقين المعذبين أو في التحدث عن العواطف الملتهبة والتعطش التقليدي للمآرب الجنسية. وهذا ربما يجعلنا نحس ـ كما يقول أحد النقاد ـ أن هذا النوع من الحب يمثل إغراء حقيقيا لميلتون نفسه. وبالرغم من أن كثيرا من قصائده تناولت موضوع المرأة إلّا أنها كانت خالية من أي نوع من الدناءة أو الانحطاط.
وهذا ربما يكون قريبا من المذهب الأفلاطوني في الحب، والذي يبدأ فيه الفرد بالتعلق بشخص ما، وحينئذ يكتشف أن كل الخير والجمال الموجود على هذه الأرض ما هو إلّا انعكاس لنموذج لا يمكن أن يوجد في حياتنا.
كان ميلتون صاحب مدرسة أدبية في الشعر، ويعده النقاد من بين عظماء الشعر الإنجليزي، لدرجة أنهم وضعوه جنبا إلى جنب مع وليام شكسبير، وهذا خير دليل على موهبته الأدبية الفذّة وقدراته الكبيرة في هذا المجال.

## ميلتون والاستعادة
ميلتون في آخر حياته ويمكن أن نضيف إلى ذلك أن ميلتون شارك الكثيرين من شعراء النهضة ـ خاصة سبنسر ـ في القدرة على استخدام الأساطير الكلاسيكية بطريقة جادة في إطار من الشعر الديني. ولا شك أن إحساس ميلتون بالكرامة وإيمانه بالجنس البشري بصورة عامة منعه من تصوير الكائنات البشرية كديدان أو حتى شرذمة من المخطئين خلقوا من أجل أن يخطئوا.
كتب ميلتون بكتابه الكثير من الأعمال الدينية ومن أشهرها «الأعمال الإلهية والأيام» والتي تعطي نبذة عن خلق العالم ومسيرة الإنسان داخل هذا العالم، وكذلك يتحدث أيضا عن سقوط الإنسان بسبب آثامه المتكررة.
ويختلف الصراع الداخلي في أعمال ميلتون عن ذلك الموجود في أعمال الشعراء الميتافيزيقيين والآخرين، حيث يرى ميلتون أن الصراع ينشأ نتيجة للصدام بين إنسان صالح وعالم ظالم وليس نتيجة لأخطاء وذنوب هذا الإنسان.
كذلك يتميز أيضا بشغفه الزائد بالشعر الرعوي الذي ينبع من إيهامه بالطبيعة من حوله وجمالها الفتّان، وكانت المرحلة الأولى من كتابته في هذا المجال عن وصف تقليدي منظم ولكن ما لبث أن كوّن فكرة جديدة عن الطبيعة مؤداها أنها رمز للانسجام الكامل مع السماء ويرى بعض النقاد أن السطر الافتتاحي من الفردوس المستعاد يضع الفردوس المفقود في مصاف الشعر الرعوي حيث يرى في هذا السطر أن الفردوس المفقود ما هو إلا قصيدة عن الحديقة السعيدة!
ربما كوّن هذا الوصف غريبا بعض الشيء ولكن لو تعمقنا في أحداث الفردوس المفقود نجد أن قدراً كبيراً منها يتناول حياة آدم وحواء وقد كان النمط الرعوي مرتبطا بالمراحل الأولى من تطور ميلتون كشاعر، نلاحظ أن كثيرا من الشعراء اتبعوا النهج نفسه، فعلى سبيل المثال نجد أن سبنسر بدأ قبل أن يكتب قصيدته الشهيرة «The Fair Queen».
في الفردوس المفقود Paradise Lost يوضح ميلتون كيفية فقدان إنسان للجنة وذلك بسبب طاعته، ثم بعد ذلك يعرض الأسباب التي أدت لسقوط الإنسان حيث يروي قصة آدم وحواء مع الشيطان وكيف استطاع الشيطان أن ينجح في إغوائهما بشتى الطرق من أجل معصية الله، وذلك عن طريق تحريضهما على الأكل من الشجرة التي تعرف بشجرة المعرفة، أما في قصيدته «ليسداس» فكان ميلتون يرثي الملك إدوارد الذي تحطمت سفينته ومات غرقا في البحر الأيرلندي وكان عمره لا يتعدى الخامسة والعشرين،
ويتناول ميلتون هذه الفكرة بطريقة فيها نوع من الجدة والحداثة، حيث يحاول الشاعر أن يصنع إكليلا من الزهور لصديقه المتوفى ولكن عندما يذهب لإحضار الزهور التي يصنع منها هذا الإكليل نجد أن الزهور لم تنضج بعد وهنا يحاول أن يوجد نوعا من العلاقة بين الزهور غير الناضجة وبين صديقه الذي مات في ريعان شبابه، كما لو كان كلاهما قد قطف قبل أوانه.. هذا المعنى عبّر عنه أمل دنقل أثناء مرضه الذي مات فيه في قصيدته عن باقة الزهور.
أما في شمشون المصارع فهو يحكي قصة شمشون الذي وقع في الأسر وتم إيداعه سجن غزة. وبعد ذلك يرد المحاولات المتكررة من أصدقائه وأبيه (مانيو) لإخراجه من السجن، وأثناء فترة سجنه يأمره الحاكم أن يستعرض قوته أمام الشعب في أحد الاحتفالات ولكنه يتمنع في البداية، ثم لا يلبث أن يوافق على ذلك وتستمر القصة على هذا المنوال إلى أن تنتهي بموت شمشون في مشهد تراجيدي مؤثر.
كذلك هناك الكثير من قصائد الحب المؤثرة في كتابات ميلتون ومنها على سبيل المثال قصيدته «كوماس» التي تحكي قصة حب مثيرة بعيداً عن الإثارة الجنسية التي كانت تتصف بها كتابات ذلك العصر .

## روابط خارجية
- جون ميلتون على موقع IMDb (الإنجليزية)
- جون ميلتون على موقع الموسوعة البريطانية (الإنجليزية)
- جون ميلتون على موقع ميوزك برينز (الإنجليزية)
- جون ميلتون على موقع إن إن دي بي (الإنجليزية)
- جون ميلتون على موقع ديسكوغز (الإنجليزية)

المصادر: http://www.marefa.org/index.php/جون_ميلتون